# THRSP
THRSP (англ. Thyroid hormone responsive) – білок, який кодується однойменним геном, розташованим у людей на короткому плечі 11-ї хромосоми. Довжина поліпептидного ланцюга білка становить 146 амінокислот, а молекулярна маса — 16 561.
| 10         |  | 20         |  | 30         |  | 40         |  | 50         |
| ---------- |  | ---------- |  | ---------- |  | ---------- |  | ---------- |
| MQVLTKRYPK |  | NCLLTVMDRY |  | AAEVHNMEQV |  | VMIPSLLRDV |  | QLSGPGGQAQ |
| AEAPDLYTYF |  | TMLKAICVDV |  | DHGLLPREEW |  | QAKVAGSEEN |  | GTAETEEVED |
| ESASGELDLE |  | AQFHLHFSSL |  | HHILMHLTEK |  | AQEVTRKYQE |  | MTGQVW     |

A: Аланін

C: Цистеїн

D: Аспарагінова кислота

E: Глутамінова кислота

F: Фенілаланін

G: Гліцин

H: Гістидин

I: Ізолейцин

K: Лізин

L: Лейцин

M: Метіонін

N: Аспарагін

P: Пролін

Q: Глутамін

R: Аргінін

S: Серин

T: Треонін

V: Валін

W: Триптофан

Задіяний у таких біологічних процесах, як транскрипція, регуляція транскрипції, метаболізм ліпідів, біосинтез ліпідів. 
Локалізований у цитоплазмі, ядрі.